# هری پاتر: جام جهانی کوییدیچ
هری پاتر: جام جهانی کوییدیچ یک بازی کامپیوتری اکشن و ورزشی ساخت شرکت الکترونیک آرتس در سال ۲۰۰۳ میلادی است. داستان بازی مرتبط است با مسابقهٔ تخیلی کوییدیچ براساس سری رمان‌های هری پاتر به قلم جی کی رولینگ. در این بازی کاربران در مسابقات کوییدیچ هاگوارتز و در مقیاس جهانی به رقابت می‌پردازند.